# Métallure à tête rousse
Chalcostigma ruficeps
Espèce
Statut de conservation UICN

 LC  : Préoccupation mineure
Statut CITES
La Métallure à tête rousse (Chalcostigma ruficeps) est une espèce de colibris de la sous-famille des Lesbiinae et de la tribu des Lesbiini.

## Distribution
La Métallure à tête rousse est présente au Pérou, en Bolivie et en Équateur.

Carte de répartition de l'espèce.